# 월반
월반 제도(越班制度)는 성적이 뛰어난 학생이 상급반으로 건너뛰어 진급할 수 있는 제도로 획일화된 학교 교육의 문제점을 보완하기 위해 만들었다.

## 대한민국의 월반
대한민국에서는 학년별 학생수의 10% 이내로 하며, 초등학교에서 3회, 중 · 고등학교에서 3회에 한해 월반을 할 수 있도록 규정하고 있다.

## 미국의 월반
미국의 경우는 대한민국과는 달리 월반 횟수에 제한이 없다. 때문에 10살 미만의 매우 어린 나이라 해도 실력만 갖추고 있으면 대학 졸업장도 취득이 가능하다. 이는 미국 뿐만 아니라 유럽에서도 활발히 이루어지고 있다. 반면 이 경우는 유급도 병행하기 때문에 40살 이상의, 학생이라고 하기엔 고령의 나이라 해도 실력이 없으면 상위 학년으로 진급하지 못한다.